# Казаковский путепровод
Казако́вский путепрово́д — мост в Москве, «развязывающий» в двух уровнях улицу Казакова и Алексеевскую соединительную линию.

## Расположение
Сооружение (путепровод) находится над путями перегона Каланчёвская—Курский вокзал линии МЦД-2 и МЦД-4.
С одной стороны путепровода находится дом № 3 строение № 1 по улице Казакова; с другой — жилой комплекс «Kazakov Grand Loft».

## История
- 1963 год — путепровод сооружён на месте ещё более старого строения.
- 13 августа 2019 года — закрыт на капитальную реконструкцию в рамках строительства новых путей на Алексеевской железнодорожной соединительной линии.
- конец января 2020 года — старый мост полностью демонтирован из-за невозможности пропустить под ним четыре пути МЦД-4.
- 16 мая 2021 года[1] — мост открыт после капитальной реконструкции. Все работы проводились без остановки движения поездов. Во время реконструкции укрепили устои; установили подпорные стены и более прочное металлическое пролётное строение вместо старого железобетонного; сделали асфальтобетонное покрытие.

## Характеристики
- Основной пролёт — 42 метра.
- Общая длина:
  - с 1963 года — 21,5 метра;
  - с 2021 года — 42 метра;
- Ширина моста — 2 полосы движения + тротуар.

Путепровод оборудован перилами и пандусом для маломобильных граждан.

## Транспорт
Автобус: 78